# Quinze de Novembro
Quinze de Novembro é um município brasileiro do estado do Rio Grande do Sul.

## História
Colonizado por imigrantes alemães oriundos da cidade de Montenegro, o município de Quinze de Novembro tem a maior porcentagem de protestantes do Brasil, 80,4%, quase todos luteranos
Em 8 de dezembro de 1987, por força da lei estadual n.º 8.454, o então distrito de Quinze de Novembro emancipou-se do município de Ibirubá.